# Pillages du Zaïre

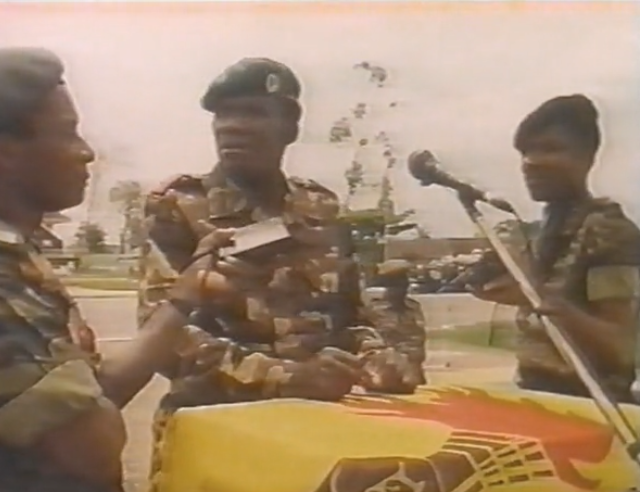
Le général Mahele Lieko lors d'un discours invitant les soldats des forces armées zaïroises à défendre l'ordre et non à piller.

Les Pillages du Zaïre sont des émeutes et pillages qui ont eu lieu en septembre 1991 et en janvier 1993 dans la capitale du Zaïre (aujourd’hui république démocratique du Congo), et dans les autres villes principales du pays.
Presque tous les domaines de la vie de Kinshasa sont gravement touchés par les pillages successifs, tant sur le plan politique, économique que social.

## Pillages de septembre 1991
Les 23 et 24 septembre 1991 , les militaires, non payés, suivis de civils, se mettent à piller les magasins et les dépôts industriels. Le 25 septembre, une intervention militaire belge et française de 1 700 paras évacue les étrangers. Les instructeurs militaires quittent également le pays, ce qui parachève la désorganisation des Forces armées zaïroises (FAZ). Le général Mahele Lieko est nommé chef d'état-major des FAZ et rétablit l'ordre avec les soldats de la division spéciale présidentielle et du service d'action et de renseignement militaire, n'hésitant pas exécuter d'anciens subordonnés de la 31e brigade parachutiste coupables de pillages.

## Pillages de janvier 1993
À la suite d'une crise politique et économique aiguë, des billets de 5 millions de zaïres sont produits et distribués aux militaires comme paiement, mais ces billets sont refusés par les opérateurs économiques. Le 28 janvier 1993, des militaires furieux des forces armées zaïroises (FAZ) pillent la capitale entière ; près de 2 000 personnes sont tuées (dont notamment l’ambassadeur de la France Philippe Bernard). La ville est pillée par la DSP et Mahele rétablit à nouveau l'ordre par la force. Au moins 1 300 étrangers sont évacués.